# Interestatal 190 (Illinois)
La Interestatal 190 (abreviada I-190) es una autopista interestatal ubicada en el estado de Illinois. La autopista inicia en el oeste desde el Aeropuerto Internacional O'Hare hacia el este en la I 90     en Chicago. La autopista tiene una longitud de 4,9 km (3.07 mi).

## Mantenimiento
Al igual que las carreteras estatales, las carreteras federales, la Interestatal 190 es administrada y mantenida por el Departamento de Transporte de Illinois por sus siglas en inglés IDOT.

## Cruces
La Interestatal 190 es atravesada principalmente por la  US 12  US 45  I 294  en Rosemont.